# نابهنگامی (کمیک)
نابهنگامی (آیدن) (به انگلیسی: Anachronism) یک شخصیت تخیلی و ابرقهرمانانه در کتاب‌های کامیک می‌باشد. این کاراکتر به دست دنیس هوپلس و کو واکر خلق شده و در عرصه انتقام‌جویان شماره اول (دسامبر ۲۰۱۲) معرفی شد.
جدا از کتاب‌های کامیک، شرکت مارول از نابهنگامی در دیگر کالاهای خود از جمله پوشاک، اسباب‌بازی، ورق بازی، انیمیشن‌های تلویزیونی و بازی‌های رایانه‌ای استفاده کرده است.